# Nyarubuye
Pour les articles homonymes, voir Province de l'Est.
Nyarubuye est un district (akarere) de la Province de l'Est au Rwanda. Sa superficie est de 439 km², et sa population en 2002 est de 49 565 habitants.

## Massacre
En avril 1994, de nombreux Tutsis ont cherché refuge dans une église catholique de Nyarubuye. Le maire local, Sylvestre Gacumbitsi, a été reconnu coupable d'avoir participé à l'attaque de l'église et fut condamné pour crime de génocide et crimes contre l'humanité. Le TPIR a conclu qu'entre le 15 et le 17 avril 1994, il avait dirigé des attaques contre les réfugiés civils tutsis qui s'étaient rassemblés à la paroisse de Nyarubuye et qu'il avait personnellement pris part à ces attaques. Le 15 avril, il a tué un Tutsi appelé Murefu. Les 15, 16 et 17 avril, il a dirigé des attaques en donnant des instructions claires aux assaillants pour qu'ils attaquent les Tutsis qui s'étaient réfugiés dans l'église. Parmi les assaillants du 15 avril figuraient les Interahamwe, les gendarmes et la police communale,.
Le 7 juillet 2006, la Chambre d'appel du TPIR a condamné Gacumbitsi à la prison à vie.
L'église est aujourd'hui un mémorial du génocide.
Un événement similaire s'est produit dans une église catholique à Nyange, Kibuye, qui a été attaquée au bulldozer le 16 avril 1994, tuant plus de 1 500 Tutsis déplacés à l'intérieur. Le curé de la paroisse, le père Athanase Seromba, a été condamné en 2006 par le TPIR pour ce crime de génocide,.